# Ingvald Svinsaas
Ingvald Svinsaas född 7 augusti 1912 i Orkdal, död 1990, var en norsk författare, mest känd för sina böcker om gruvindustrin.
Svinsaas debuterade i Arbeidermagasinet 1946, som så många av sin generations arbetarklass-författare. Hans debuttrilogi I skyggen av et tårn (1949), Fem år (1950) och Etter slagene (1954) var självbiografiska.
Som barnboksförfattare debuterade han 1953 med På skatteleting i sagadalen. Här har han arbetat mest med djur-böcker i traditionen efter Mikkjel Fønhus och Haakon Lie. Han har haft störst framgång med Tom i villmarka (1955), om en katts övervintring och dess kamp för att överleva i naturen. Han fick Kultur- och kyrkodepartementets priser för barn- och ungdomslitteratur för Tom i villmarka, och skrev texten till Laksen glad som Sigrun Sæbø Kapsberger vann Kulturdepartementets bilderbokspris för 1973.
Svinsaas mottog Sør-Trøndelag fylkes kulturpris 1978.